# Серджо Бригенти
Серджо Бригенти (на италиански: Sergio Brighenti) е бивш италиански футболен нападател и треньор. Изиграва 366 мача и отбелязва 156 гола, като 311 и 138 от тях са в Серия А.

## Отличия
- Шампион на Италия: 2

Интер: 1952-53, 1953-54
- Голмайстор на Серия А: 1

УК Сампдория: 1960-61 (28 гола)